# Мангал Панди
Мангал Панди (1831-1857), индијски војник (сепој) у служби Британске источноиндијске компаније чија је неуспела побуна и смрт била један од катализатора Индијског устанка 1857. године.

## Побуна

### Позадина
У време непосредно пре Индијског устанка 1857. године, Мангал Панди био је пешадинац (сепој) у служби Бенгалске армије Британске источноиндијске компаније и служио је у 34. пуку домородачке пешадије (ДП) стационираном у Баракпуру код Калкуте. Припадао је касти Брамана, највишој касти међу хиндуистима, и разлог за његову побуну против претпостављених британских официра био је верске природе. Увођењем нових (за оно време) пушака капислара уместо дотадашњих кремењача, уведена је и нова муниција типа Миње, са фишецима намазаним лојем, чији је врх морао да се одгризе пре пуњења оружја. Међу индијским војницима, који су углавном били хиндуисти из виших касти, а мањим делом муслимани, прошириле су се злонамерне гласине да су сви нови фишеци подмазани говеђим лојем и свињском машћу. Тако би сваки муслиман који би га ставио у уста починио грех, док би сваки хиндуиста оскрнавио свој дух и тиме изгубио своју касту, односно био одбачен од своје породице и заједнице као нечист. У страху од тако озбиљних последица, неки војници су одбили да приме нове фишекеː 26. фебруара 1857. године, 19. пук домородачке пешадије бенгалске војске одбио је да прими муницију и за казну, цео пук је распуштен. После овог догађаја, међу сепојима Бенгалске армије завладао је општи страх и незадовољство.

### Побуна
Месец дана касније (29. марта), Мангал Панди је наоружан изашао пред своју јединицу (34. пук ДП) и позвао присутне сепоје да устану у одбрану своје вере, претећи да ће убити првог Енглеза кога угледа, али су војници остали пасивни. Када је дежурни енглески официр дошао да испита о чему се ради, Панди је отворио ватру и оборио официровог коња, а затим га је напао својим талваром, наневши му више рана. Присутни сепоји су пасивно посматрали овај напад, игноришући поручников наредбе и позиве за помоћ, док је дежурни џемадар (индијски официр) наредио стражарима да се не мешају. Умешали су се само један енглески подофицир и један муслимански војник, уз чију помоћ је рањени поручник успео да побегне. Привучен узбуном, стигао је и сам командант пука са још неколико британских официра, претећи да ће одмах убити сваког ко га не послуша, после чега у присутни сепоји најзад послушали наређење да ухапсе Пандија. У очајању, Панди је скресао пушку себи у прса, али није успео да се убије. Рањен и без свести Панди је ухапшен и затворен.

## Последице
На суђењу, Мангал Панди је тврдио да је деловао потпуно сам и да је био под дејством опијума и хашиша у тренутку кад је извршио напад. Осуђен је на смрт и обешен (8. априла), заједно са дежурним џемадаром који је одбио да га ухапси, а цео пук је распуштен.
Отпуштени војници су се вратили кућама, али међу осталим индијским трупама, које су бројале преко 70.000 само у Бенгалској армији, расположење је било на ивици отворене побуне. Према њима, у читавом Бенгалу од Калкуте до Делхија било је само 5 непотпуних европских батаљона (2 у Калкути и по један у Динапуру, Лакнау и Агри), пошто је главнина европских јединица (12 батаљона) била у новоосвојеном Панџабу на окупационој дужности. Општи устанак сепоја плануо је 10. маја 1857. и за три недеље захватио читаву северну Индију, потрајавши пуне 2 године.

## Спољашњи извори
- Индијски филм Мангал Пандиː Устанак (2005)